# Padogobius nigricans
Padogobius nigricans é uma espécie de peixe da família Gobiidae e da ordem Perciformes.

## Morfologia
- Os machos podem atingir 12,5 cm de comprimento total e as fêmeas 7.
- Número de vértebras: 29-30.[5][6]

## Reprodução
Tem lugar entre Maio e Junho, e é territorial durante a época de acasalamento.

## Alimentação
Alimenta-se de invertebradoss.

## Habitat
É um peixe de água doce, de clima temperado e demersal.
Os seus habitats naturais são: rios.

## Distribuição geográfica
É encontrado em: Europa: rios da Itália ocidental central (Arno, Tibre, Ombrone e Serchio).

## Estado de conservação
Encontra-se ameaçado de extinção por causa da destruição do seu habitat natural, extracção de água, aumento da temperatura da água, contaminação e a introdução de espécies exóticas (sobretudo de Padogobius bonelli).
Está ameaçada por perda de habitat.

## Observações
É inofensivo para os humanos.